# Sodom and Gomorrah
Sodom and Gomorrah is een Italiaans-Frans-Amerikaanse sandalenfilm uit 1962 onder regie van Robert Aldrich.

## Verhaal
De stad Sodom wordt aangevallen door de Elamieten. De Hebreeër Lot doet een poging om die aanval te keren, maar hij wordt in de kerker gesmeten vanwege zijn woede over het morele verval in Sodom. God laat de zondige stad Sodom ten onder gaan. Alleen Lot en zijn dochters overleven de ramp.

## Rolverdeling
| Acteur               | Personage |
| -------------------- | --------- |
| Stewart Granger      | Lot       |
| Pier Angeli          | Ildith    |
| Stanley Baker        | Astaroth  |
| Rossana Podestà      | Suah      |
| Rik Battaglia        | Melchior  |
| Giacomo Rossi-Stuart | Ismaël    |
| Scilla Gabel         | Tamar     |
| Anthony Steffen      | Kapitein  |
| Enzo Fiermonte       | Eber      |
| Gabriele Tinti       | Luitenant |
| Daniele Vargas       | Segur     |
| Claudia Mori         | Maleb     |
| Feodor Chaliapin jr. | Alabias   |
| Mitsuko Takara       | Orphea    |
| Massimo Pietrobon    | Izaak     |